# Guidjel
Guidjel (em árabe: قجال) é uma comuna localizada na província de Sétif, Argélia. Sua população estimada em 2008 era de 33 685 habitantes.